# Hypsioma sororcula
Hypsioma sororcula là một loài bọ cánh cứng trong họ Cerambycidae.